# شوگو کاواهارا
شوگو کاواهارا (ژاپنی: 川原 周剛؛ زادهٔ ۱۴ فوریهٔ ۱۹۸۰) یک بازیکن فوتبال اهل ژاپن است.
از باشگاه‌هایی که در آن بازی کرده‌است می‌توان به باشگاه فوتبال فاگیانو اوکایاما اشاره کرد.